# 이경설
이경설(李景雪, 1912년 ~ 1934년 8월 28일)은 일제강점기에 활동하던 연극 배우이자 가수로, 전옥보다 앞서 눈물의 여왕이라는 별명으로 불렸다.

## 이후
가수 김용환이 1941년 4월 발매한 추모곡〈흘러간 化粧草〉에서 차홍녀와 윤심덕과 함께 언급되었다.
2016년 영화 《아가씨》에서 김태리가〈세기말의 노래〉를 불렀으며, 영화의 사운드트랙에도 김태리가 부른 〈세기말의 노래〉가 수록되었다.

### 참고 자료
- 이준희 (2012년 3~4월). “‘홍도야 울지 마라’와 배우 차홍녀: 홍녀, 홍도로 살다” (PDF). 《영화천국》. 24권 (한국영상자료원). 58쪽. ISSN 2005-0313. 2025년 8월 1일에 원본 문서 (PDF)에서 보존된 문서.
- 박선화 (2019년 4월 17일). “트로트가 기가 막혀”. 《경향신문》. 2025년 8월 1일에 원본 문서에서 보존된 문서.